# Saint-Maurice-du-Désert
Saint-Maurice-du-Désert település Franciaországban, Orne megyében. Lakosainak száma 753 fő (2018. január 1.). Saint-Maurice-du-Désert Beauvain, La Ferté Macé, Le Grais, Lonlay-le-Tesson, Saint-Michel-des-Andaines, Les Monts-d'Andaine és La Ferté-Macé községekkel határos.

## Népesség
A település népessége az elmúlt években az alábbi módon változott:
| Lakosok száma | 393  | 386  | 414  | 463  | 643  | 690  | 777  | 793  | 765  | 753  |
|               | 1962 | 1968 | 1975 | 1982 | 1990 | 2008 | 2013 | 2015 | 2017 | 2018 |